# Ciutadilla
Ciutadilla è un comune spagnolo di 220 abitanti situato nella comunità autonoma della Catalogna.